# Giovanni da Tolentino
Giovanni Mauruzi, noto come Giovanni da Tolentino (Tolentino, inizi XV secolo – Milano, 17 marzo 1470), è stato un nobile e condottiero italiano, conte e signore di Bereguardo, Caldarola, Quargnento e Solero.

## Biografia
Figlio naturale di Niccolò Mauruzi, legittimato da Papa Martino V nel 1430, seguì le orme del padre diventando un famoso condottiero. Nel 1435 entrò al servizio della Repubblica di Firenze e fu inviato nella Marca Anconitana in aiuto di Francesco Sforza, dove nella battaglia di Fiordimonte rimase ucciso Niccolò Fortebraccio. Divenne amico dello Sforza, che gli diede in sposa la figlia naturale Isotta. Nel 1438 Giovanni passò al servizio della Repubblica di Venezia contro il Ducato di Milano. Nel 1450 Francesco Sforza ne divenne il duca e provvide ad armare cavaliere Giovanni Mauruzi e a concedergli il titolo di conte. Nel 1452 ottenne in dono il feudo di Bereguardo, in precedenza appartenuto ai Visconti, e nel 1458 fu nominato consigliere ducale da Bianca Maria Visconti. Morì a Milano il 17 marzo 1470, venendo sepolto nella Chiesa di Santa Maria Incoronata.

## Discendenza
Giovanni Mauruzi si sposò a Fermo nel 1440 con Isotta Sforza, figlia naturale di Francesco Sforza, dalla quale non ebbe figli. Aveva avuto un figlio naturale, Nicola († 1485), legittimato nel 1461.